# ブループラネット賞
ブループラネット賞（英: Blue Planet Prize）は、公益財団法人 旭硝子財団が主催する国際的な環境賞である。地球環境問題の解決に向けて顕著な貢献をした個人や組織に贈られる。1992年に創設され、毎年2件が選ばれる。受賞者には、各50万米ドルと記念品が贈られる。

## 選考基準
ブループラネット賞は、持続可能な社会の実現に確かな展望をあたえる観点から、地球環境の保全・再生に向けた理念構築や科学的理解、あるいは対策や実践活動に大きく貢献した個人または団体を顕彰する賞である。個人 (単独あるいは複数)，組織（非営利に限る）のいずれも対象となり、国籍，性別，信条などは問われないが，個人の場合は生存者に限られる。自薦は受け付けられない。
選考は、毎年8月から10月にかけて国内外の推薦人（旭硝子財団データベース登録者）による推薦制度で行われる。推薦を受け付けた後、約半年かけて選考委員（非公開）による数次の審議により受賞候補を選出し、 選出した候補者を顕彰委員会に諮った後、理事会で受賞者を正式決定する。審査については秘密事項となっており、審査・選考過程などについての問い合わせには一切応じない。

## 過去の受賞者
| 受賞年 | 受賞者 | 国籍                                 | 所属                                                                                     | 受賞理由                                                   |
| ------ | --- | ------------------------------------ | ---------------------------------------------------------------------------------------- | ---------------------------------------------------------- |
| 2025   | ロバート・B・ジャクソン、ジェレミー・レゲット                                                                     | 米国、英国                           | スタンフォード大学、ハイランド・リワイルディング社、カーボン・トラッカー・イニシアティブ |                                                            |
| 2024   | ロバート・コスタンザ、生物多様性及び生態系サービスに関する政府間科学-政策プラットフォーム (IPBES)                 | 米国・オーストラリア、事務局：ドイツ | ユニバーシティ・カレッジ・ロンドン、                                                     |                                                            |
| 2023   | リチャード・トンプソン (海洋生物学者)、タマラ・ギャロウェイ、ペネロープ・リンデキュー、デバラティ・グハ＝サピール | イギリス、ベルギー                   | プリマス大学、エクセター大学、プリマス海洋研究所、ルーヴァン・カトリック大学             | マイクロプラスチック汚染や災害データベースの研究に対して   |
| 2022   | ジグミ・シンゲ・ワンチュク、スティーブン・カーペンター                                                            | ブータン王国、アメリカ合衆国         | ブータン王国国王陛下、ウィスコンシン大学陸水学センター (CFL)                             | 国民総幸福量（GNH）の提唱や湖の生態系の研究に対して        |
| 2021   | ヴィーラバドラン・ラマナサン、モハン・ムナシンゲ                                                                  | アメリカ合衆国、スリランカ           | カリフォルニア大学サンディエゴ校 (UCSD) 、スリランカ持続可能な開発財団 (MIND)            | 気候変動や持続可能な開発に関する研究に対して               |
| 2020   | デイビッド・ティルマン、サイモン・スチュアート                                                                    | アメリカ合衆国、イギリス             | ミネソタ大学、サウサンプトン大学                                                         | 生物多様性や絶滅危惧種の研究に対して                       |
| 2019   | エリック・ランバン、ジャレド・ダイアモンド                                                                        | ベルギー、アメリカ合衆国             | ルーヴェン・カトリック大学、カリフォルニア大学ロサンゼルス校 (UCLA)                      | 森林の保全や文明の興亡に関する研究に対して                 |
| 2018   | ブライアン・ウォーカー、マリン・ファルケンマーク                                                                  | オーストラリア、スウェーデン         | オーストラリア国立大学 (ANU) 、ストックホルム国際水問題研究所 (SIWI)                     | 生態系のレジリエンスや水資源の管理に関する研究に対して     |
| 2017   | ハンス・J・シェルンフーバー、グレッチェン・C・デイリー                                                            | ドイツ、アメリカ合衆国               | ポツダム気候影響研究所 (PIK) 、スタンフォード大学                                        | 気候変動や生態系サービスの研究に対して                     |

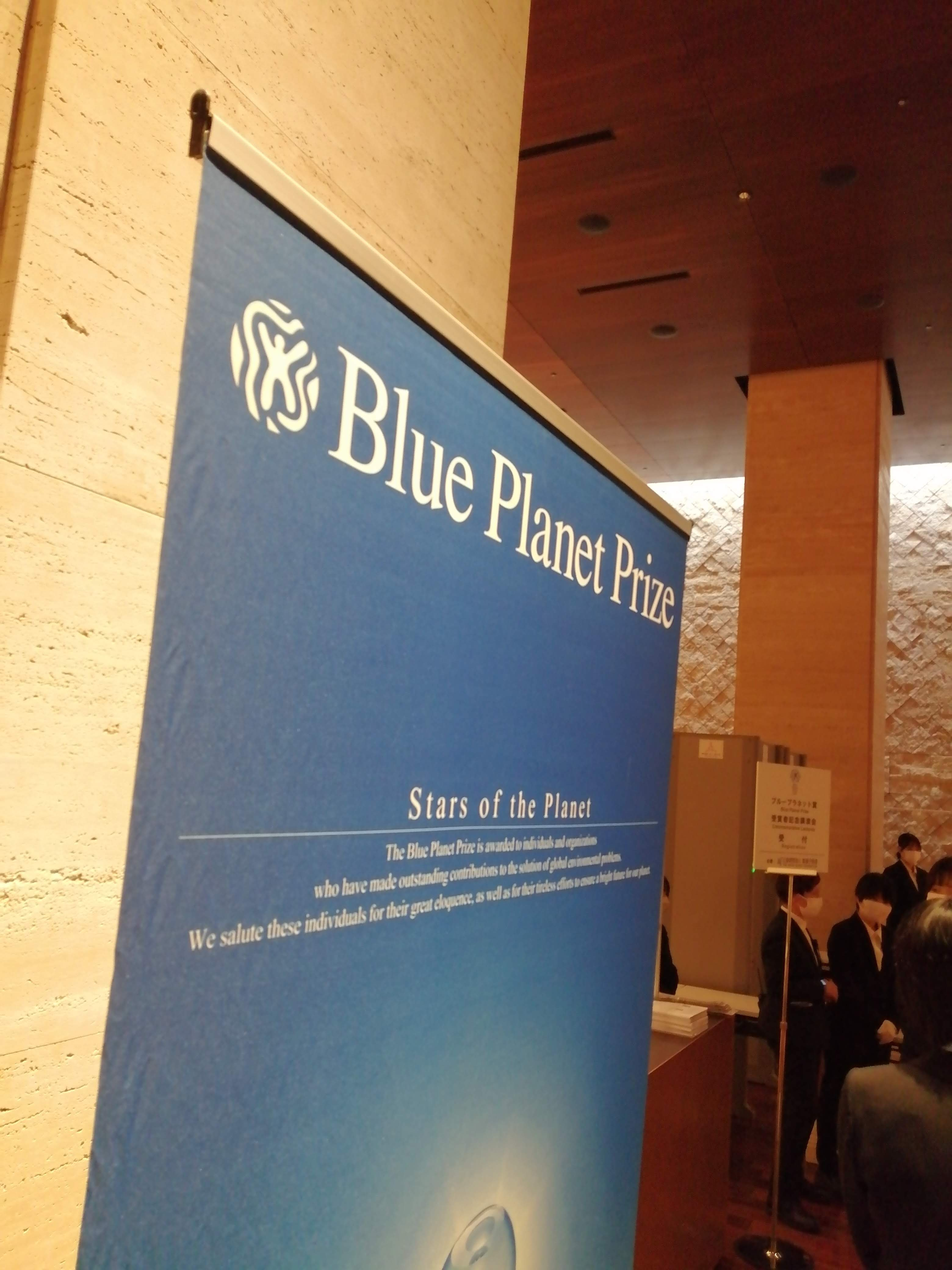
2022年のブループラネット賞受賞講演の様子

| 2016   | パバン・シュクデフ、マルクス・ボルナー                                                                            | インド、スイス                       | グリーンインディアイニシアティブ財団、国際農業研究協議会 (CGIAR)                         | 森林の経済的価値や気候変動への対策に対して                 |
| 2015   | パーサ・ダスグプタ、ジェフリー・サックス                                                                          | イギリス、アメリカ合衆国             | ケンブリッジ大学、コロンビア大学                                                         | 環境と開発の関係に関する研究に対して                       |
| 2014   | ハーマン・デイリー、ダニエル・ハント・ジャンゼン、コスタリカ生物多様性研究所                                      | アメリカ合衆国、コスタリカ           | メリーランド大学、ペンシルベニア大学、コスタリカ生物多様性研究所                         | 環境経済学や熱帯雨林の保全に対して                         |
| 2013   | 松野太郎、ダニエル・スパーリング                                                                                  | 日本、アメリカ合衆国                 | 京都大学、マサチューセッツ工科大学 (MIT)                                                 | アフリカの自然保護や野生動物の研究に対して                 |
| 2012   | ウィリアム・E・リース、 マティス・ワケナゲル、トーマス・E・ラブジョイ                                             | アメリカ合衆国、フランス             | スタンフォード大学、フランス国立科学研究センター (CNRS)                                  | 植物生態学や地球生態系の研究に対して                       |
| 2011   | ジェーン・ルブチェンコス、ベアフット・カレッジ                                                                    | アメリカ合衆国、インド               | アメリカ海洋大気庁 (NOAA) 、ベアフット・カレッジ                                         | 海洋生態系の保全や地域社会の自立支援に対して               |
| 2010   | ジェームス・ハンセン、ロバート・ワトソン                                                                          | アメリカ合衆国、イギリス             | アメリカ航空宇宙局 (NASA) 、イースト・アングリア大学                                     | 気候変動の科学的な警告や政策提言に対して                   |
| 2009   | 宇沢弘文、ニコラス・スターン                                                                                      | 日本、イギリス                       | 東京大学、ロンドン・スクール・オブ・エコノミクス (LSE)                                   | 環境経済学や気候変動に関する報告書の作成に対して           |
| 2008   | クロード・ロリウス、ジョゼ・ゴールデンベルク                                                                      | フランス、ブラジル                   | フランス国立科学研究センター (CNRS) 、サンパウロ大学                                     | 氷床コアの研究やバイオエタノールの開発に対して             |
| 2007   | ジョセフ・L・サックス、エイモリ・B・ロビンス                                                                      | アメリカ合衆国、アメリカ合衆国       | カリフォルニア大学バークレー校、アフリカ野生動物基金 (AWF)                               | 環境法や野生動物保護の分野での活動に対して                 |
| 2006   | 宮脇昭、エミル・サリム                                                                                            | 日本、アメリカ合衆国                 | 京都大学、アフリカ野生動物基金 (AWF)                                                     | アフリカの自然保護や野生動物の研究に対して                 |
| 2005   | ニコラス・シャックルトン、ゴードン・ヒサシ・サトウ                                                                | イギリス、アメリカ合衆国             | ケンブリッジ大学、マサチューセッツ工科大学 (MIT)                                         | 古気候学や人工光合成の研究に対して                         |
| 2004   | スーザン・ソロモン、グロ・ハルレム・ブルントラント                                                                | アメリカ合衆国、ノルウェー           | アメリカ海洋大気庁 (NOAA) 、元ノルウェー首相                                             | オゾン層の研究や持続可能な開発に関する報告書の作成に対して |
| 2003   | ジーン・E・ライケンズ、F・ハーバート・ボーマン、ヴォー・クイー                                                    | アメリカ合衆国、ベトナム             | コーネル大学、ハノイ大学                                                                 | 森林生態系や熱帯農業の研究に対して                         |
| 2002   | ハロルド・A・ムーニー、J・ガスターヴ・スペス                                                                      | アメリカ合衆国、フランス             | スタンフォード大学、フランス国立科学研究センター (CNRS)                                  | 植物生態学や地球生態系の研究に対して                       |
| 2001   | ロバート・メイ、ノーマン・マイアーズ                                                                              | オーストラリア、イギリス             | オックスフォード大学、独立研究者                                                         | 生物多様性や生態系の複雑性に関する研究に対して             |
| 2000   | ティオ・コルボーン、カールヘンリク・ロベール                                                                      | アメリカ合衆国、スウェーデン         | コロラド大学デンバー校、ブレーキング大学                                                 | 内分泌かく乱物質や持続可能な社会の構築に関する研究に対して |
| 1999   | ポール・R・エーリック、曲格平                                                                                     | アメリカ合衆国、中国                 | スタンフォード大学、中国科学院                                                           | 人口問題や環境教育に対して                                 |
| 1998   | ミファイル・I・ブディコ、デイビッド・R・ブラウワー                                                                | ロシア、アメリカ合衆国               | ロシア科学アカデミー、フレンズ・オブ・ジ・アース                                         | 気候変動や環境保護運動に対して                             |
| 1997   | ジェームズ・ラブロック、コンサベーション・インターナショナル                                                      | イギリス、アメリカ合衆国             | 独立研究者、コンサベーション・インターナショナル                                         | ガイア理論や生物多様性保全の活動に対して                   |
| 1996   | ウォーレス・S・ブロッカー、M．S．スワミナサン研究財団                                                             | アメリカ合衆国、インド               | コロンビア大学、M．S．スワミナサン研究財団                                               | 地球科学や農業生物工学の分野での先駆的な研究に対して       |
| 1995   | バート・ボリン、モーリス・ストロング                                                                              | スウェーデン、カナダ                 | ストックホルム大学、国連地球サミット事務局長                                             | 気候変動や持続可能な開発に関                               |
| 1994   | オイゲン・サイボルト、レスター・R・ブラウン                                                                       | ドイツ、アメリカ合衆国               |                                                                                          |                                                            |
| 1993   | チャールズ・デービッド・キーリング、国際自然保護連合                                                              | アメリカ合衆国、スイス               |                                                                                          |                                                            |
| 1992   | 眞鍋淑郎、国際環境開発研究所                                                                                      | アメリカ合衆国、イギリス             |                                                                                          |                                                            |